# Љизенте (Новара)
Љизенте је насеље у Италији у округу Новара, региону Пијемонт.
Према процени из 2011. у насељу је живело 296 становника. Насеље се налази на надморској висини од 236 м.